# Lobón
Lobón es un municipio español, perteneciente a la provincia de Badajoz (comunidad autónoma de Extremadura).

## Geografía
Integrado en la comarca de Tierra de Mérida - Vegas Bajas, se sitúa a 35 kilómetros de la capital provincial y a 28 kilómetros de Mérida. El término municipal está atravesado por la Autovía del Suroeste   A-5  entre los pK 362 y 373.
El relieve del municipio está determinado por la vega baja del río Guadiana que lo atraviesa de este a oeste por el norte, quedando el pueblo en la margen izquierda, sobre una loma que alcanza los 253 metros sobre el nivel del mar. Por el sur discurre el río Guadajira procedente de la Tierra de Barros. La altitud del municipio oscila entre los 280 metros (Caleño Blanco) y los 180 metros en la desembocadura del río Guadajira. 
| Noroeste: Valdelacalzada | Norte: Puebla de la Calzada y Montijo | Noreste: Montijo |
| Oeste: Talavera la Real  |                                       | Este: Mérida     |
| Suroeste: Badajoz        | Sur: Badajoz                          | Sureste: Mérida  |

## Demografía
Lobón cuenta con una población de 2734 habitantes (INE 2024).
| Gráfica de evolución demográfica de Lobón entre 1842 y 2021                                                           |
| |
| Población de derecho según los censos de población del INE. Población de hecho según los censos de población del INE. |

## Historia
Con toda probabilidad, y aunque se desconoce por el momento, el origen de Lobón se remonta a las primeras culturas de la prehistoria, con poblados que pudieran albergar asentamientos de familias establecidas en torno a los dos cauces que discurren por estos territorios en el reaprovechamiento de los recursos propios del lugar.
Aunque de una forma oficiosa, la mayor parte de la numismática de la ceca de Dipo ha surgido en las tierras de Lobón, el término cuenta con importantes asentamientos que datan desde el Mesolítico (La Pijotilla) hasta nuestros días, sin intervalos de despoblamiento. El actual Lobón está asentado sobre restos prerromanos, las obras de la iglesia arrojaron elementos tectónicos y decorativos, así como numismáticos que partiendo de la mítica Dipo, abarcaban hasta el periodo neocalifal. Todo ello está latente y físicamente ponderable, carece de rigor histórico al no haber sido nunca objeto de investigación. En su calle principal, existe un escudo heráldico (piedra armera) cuartelado 1º en plata, un árbol en sinople con león rampante coronado y armado, 2º castillo real acostado con dos flores de lis a cada lado, 3º un tronco puesto en barra acompañado de cuatro roeles, 4º cuartelado con cinco calderos en sable con bordura de aspa, perteneciente a la familia de los Fernández Cano, hoy en la casa del Duque de Feria.
Aunque no se tiene constancia científica (por la falta de evidencias), Lobón ha tenido un origen de Villa Romana que proveía de recursos de cultivo/pastoril, a la floreciente urbe Colonia Iulia Augusta Emérita,  siendo de las más antiguas ciudades romanas, fundada en el año 25 a. C. No existe constancia documental sobre el origen del lugar, aunque algunas crónicas antiguas, la identifican con la antigua "Lycon", de origen griego o romano, y en cuyo paraje los lusitanos derrotaron en el año 188 a. de C. al cónsul Lucio Emilio. En cualquier caso, el término "Lycos", también significa lobo, en griego, por lo que no sería rara la relación y el origen del nombre de Lobón en estos animales. Como es habitual en estos casos, en el escudo de armas del pueblo también está representado la figura del lobo, en este caso multiplicada por cuatro, perteneciente al ya mencionado Condado de la Puebla del Maestre, junto a los símbolos de la Casa de Feria, con cinco hojas de higuera sobre dorado y colocadas en aspa. Se trata del escudo de armas del linaje de los Figueroa, que tras campar a sus anchas por estos parajes, fue adoptado de hecho, y así se viene considerando tradicionalmente, como emblema heráldico de la Villa de Feria.
Tal localización no ha podido ser establecida, sin embargo, pese a que Madoz señale incluso como romanos los restos del castillo que aún se mantenían en pie en esta localidad a mediados del siglo pasado. Tampoco la presencia de un monasterio o población visigoda ha podido ser confirmada. Lo que conocemos sobre sus antecedentes documentados, tras su ocupación a los árabes por los cristianos en el siglo XIII y su posesión inicial por los templarios, es que el núcleo se integró en la Orden de Santiago dentro del Partido de Mérida, como cabeza de una Encomienda de la que dependían Montijo, La Alguijuela, Torremayor, Puebla del Rubio -Puebla de la Calzada-. A mediados del siglo XVI Felipe II vendió la villa a doña Elvira de Figueroa, Condesa de Montijo, integrándose después en la casa de Medinacelli. 
Las crónicas antiguas identifican el enclave con la antigua Lycon griega o romana en la que, según la tradición, los lusitanos destruyeron en el año 188 a. C. la legión del cónsul Lucio Emilio. desempeñó importante papel en esa época en las luchas entre Giraldo sem Pavore, llamado el Cid portugués, y los almohades del reino de Badajoz.
A la caída del Antiguo Régimen la localidad se constituye en municipio constitucional en la región de Extremadura. Desde 1.834 quedó integrado en el Partido judicial de Mérida. En el censo de 1842 contaba con 210 hogares y 580 vecinos.

## Patrimonio
Iglesia parroquial católica bajo la advocación de Asunción de Nuestra Señora, en la archidiócesis de Mérida-Badajoz.
Una fortaleza de época árabe que se identifica con la de Lobón es mencionada por el cronista El-Idrisi en el siglo XII. El bastión, primitivamente de adobe y más tarde reconstruido en piedra por los cristianos, cuyo origen parece conectarse con la rebelión de Ibn Marwán, el renegado emeritense fundador de Badajoz, desempeñó importante papel en esa época en las luchas entre Giraldo sem Pavore, llamado el Cid portugués, y los almohades del reino de Badajoz; en las campañas de Alfonso IX y los santiaguistas en el siglo XIII; en las hispano lusas del XIV, y en las de Isabel la Católica contra Juana la Beltraneja en el XV, tras cuya batalla de la Albuera de Mérida se estableció en este punto un hospital. Aunque muy maltrecho, el estratégico castillo aún se mantenía operativo durante la guerra con Portugal del siglo XVII. Después entró en fase de deterioro hasta desaparecer prácticamente por completo. A principios de la centuria actual tan sólo perduraban de la vieja fortificación algunas ruinas, sobre las que finalmente se levantaron otras construcciones, de manera que de la fortaleza no queda hoy sino la memoria de su existencia en el punto más elevado de la población, no lejos de la iglesia.
También han desaparecido por completo las cuatro ermitas y el convento franciscano que todavía se mantenían el siglo pasado. Los restos de este último, con el cementerio del XIX en su entorno, resultaron visibles hasta hace escaso tiempo desde la carretera N-V, originando una peculiar silueta ante la población. En el convento se conservaba una imagen de la Inmaculada excepcionalmente hermosa según la tradición, que generó el siguiente dicho popular:
"Santa Rosa, la de Hornachos..., San Diego, el de Fuentes..., y Concepción, la de Lobón".